# Hallstätter Kalk
Der Hallstätter Kalk ist eine lithostratigraphische Einheit der Mittleren und Oberen Trias in den Nördlichen Kalkalpen. Bekanntheit erlangt haben die Hallstätter Kalke durch ihren Fossilreichtum. Geprägt wurde der Begriff Hallstätter Kalke 1853 durch den Geologen Franz von Hauer.

## Definition und Verbreitungsgebiet
Die Hallstätter Kalke sind eine Entwicklung der Hallstätter Fazieszone in den Nördlichen Kalkalpen, anders als die darübergelagerten Flachwasserbildungen, etwa des Dachsteinkalks, sind die Hallstätter Kalke in Becken und dazugehörigen Schwellenbereichen in einer Tiefe von etwa 50 bis 200 Meter entstanden. Die Hallstätter Fazieszone erstreckt sich von Lofer im Westen über Hallein, das Lammertal, Salzkammergut, das Vorland des Hochschwabs, die Mürztaler Alpen und die Hohe Wand bis Hernstein. Kennzeichnend für diese Zone ist eine im Vergleich zu benachbarten Zonen der Nördlichen Kalkalpen geringmächtige Entwicklung triassischer Gesteine.
Da die Hallstätter Kalke in verschiedenen, teilweise voneinander räumlich getrennten Zonen, vorkommen, ist ihr Alter wie auch ihr Bezug zu den sie umgebenden Einheiten uneinheitlich. In vielen Gebieten erreichen die Hallstätter Kalke nicht den ganzen zeitlichen Umfang der vom mittleren Anisium bis in das Obere Norium reicht. In der Stratigrafischen Tabelle von Österreich wird eine Salzbergfazies im Mittleren Teil der Nördlichen Kalkalpen von einer Mürztaler Fazies weiter im Osten unterschieden. Im Bereich der Salzbergfazies wird der Hallstätter Kalk von der Steinalm-Formation unterlagert und von den Zlambach Schichten überlagert. Seitlich verzahnt ist sie mit Wettersteinkalk, Reifling-Formation, Reingrabener Schiefer, violetten bis grünen Plattenkalken und dem Pötschenkalk. Im Bereich der Mürztaler Fazies gibt es im Karnium teilweise eine Schichtlücke, teilweise nehmen hier Lechkogel Schichten und Waxeneckkalk, beziehungsweise Waxeneckdolomit Platz.

## Beschreibung
Bei den Hallstätter Kalken handelt es sich um rote, graue, weiße und verschiedene Farbschattierungen aufweisende mikritische Kalke mit überwiegend pelagischer Fauna und geringem Tongehalt. An Fossilien kommen neben der bekannten Ammonitenfauna unter anderem massenhaft Bivalven-Protoconche vor. Im Hallstätter Kalk kommen Fossilien vor allem in Schichtlagerstätten und in synsedimentären Spalten vor.
Die Normalschichtfolge der Hallstätter Kalke nach dem Geologen Alexander Tollmann in seiner Monographie zu den Nördlichen Kalkalpen so:
- A – 10 bis 15 m  Schreyeralmkalk: Dickbankig, rote mikritische, meist stark kondensierte Kalke.
- B – 20 bis 50 m grauvioletter (graugelber) Hallstätter Bankkalk 10 bis 20 cm dick geschichtet, etwas kiesielig, basal hornsteinführend.
- C – 5 bis 15 m Draxlehner Kalk: Roter Hallstätter Knollenflaserkalk mit einer 10 bis 30 cm dicken Schichtung.
- D – bis 50 m Hallstätter Bankkalk Kalk oft mit Mangan-Eisen-Oxydkrusten.
- E – 30 bis 50 m massiger, mikritischer, weißer oder gelblich bis rosa gefärbter fossilarmer Kalk.
- F – Hallstätter Hangendrotkalk: Plattiger, bis welligschichtiger Mikrit. Die im Allgemeinen roten Kalke werden nach oben hin hellgrau bis weißlichgrau.